# 델로보이 첸트르역 (볼샤야 콜체바야선)
델로보이 첸트르 역(러시아어: Деловой центр)은 모스크바 지하철 볼샤야 콜체바야 선과 칼리닌스코 솔른쳅스카야 선의 역이다. 2018년 2월 26일에 개장하였다. 역명은 모스크바 국제 비즈니스 센터 내에 위치하여 따온 것이다.

## 환승
델로보이 첸트르 역에서는 필룝스카야 선의 비스타보츠나야 역으로 환승 가능하다.

## 같이 보기
- (러시아어) mosmetro.ru
- (러시아어) news.metro.ru